# Heinrich von Lerchenfeld
Heinrich von Lerchenfeld († Ende 1266 in Regensburg?) war Dompropst und gewählter Bischof von Regensburg.

## Leben
Heinrich war Domherr und Domdechant in Regensburg und als solcher 1244 Mitglied der von dem päpstlichen Legaten Philipp von Ferrara eingesetzten Untersuchungskommission für die beiden Frauenklöster Ober- und Niedermünster. Nach Schuegraf, Geschichte des Domes von Regensburg, hatte er auch im Streit Kaiser Friedrichs I. gegen Papst Gregor IX. und dem Legaten Albert Behaim eine wichtige politische Rolle gespielt.
Als Dompropst wurde er 1259 nach dem vermutlichen Amtsverzicht des Bischofs Albert von Pietengau (reg. 1247–1259) vom Domkapitel zum Nachfolger gewählt. Da Heinrich aber wegen der schwierigen Verhältnisse des Bistums die Wahl nicht annahm und man sich wohl nicht auf einen anderen Kandidaten einigen konnte, ging das Besetzungsrecht an den Papst über, der das Bistum 1260 dem Kölner Dominikaner Albert von Lauingen verlieh, der bis 1262 im Amt blieb.
Elekt Heinrich starb wohl Ende 1266, vermutlich in Regensburg; sein Grab ist unbekannt.